# Mercedes (Camarines Norte)
Mercedes is een gemeente in de Filipijnse provincie Camarines Norte op het eiland Luzon. Bij de laatste census in 2007 had de gemeente ruim 44 duizend inwoners.

## Geschiedenis
De gemeente was voorheen een barangay, genaamd Barra, in de gemeente Daet. Toen de gemeente onafhankelijk werd, werd de naam gewijzigd naar Mercedes, naar een rijke dame, Doña Mercedes, die haar leven had toegewijdt aan het helpen van de hele gemeenschap en dan vooral het armere deel.

## Geografie

### Bestuurlijke indeling
Mercedes is onderverdeeld in de volgende 26 barangays:
| - Apuao - Barangay I - Barangay II - Barangay III - Barangay IV - Barangay V - Barangay VI - Barangay VII - Caringo - Catandunganon - Cayucyucan - Colasi - Del Rosario | - Gaboc - Hamoraon - Hinipaan - Lalawigan - Lanot - Mambungalon - Manguisoc - Masalongsalong - Matoogtoog - Pambuhan - Quinapaguian - San Roque - Tarum |

## Demografie
Mercedes had bij de census van 2007 een inwoneraantal van 44.375 mensen. Dit zijn 2.662 mensen (6,4%) meer dan bij de vorige census van 2000. De gemiddelde jaarlijkse groei komt daarmee uit op 0,86%, hetgeen lager is dan het landelijk jaarlijks gemiddelde over deze periode (2,04%). Vergeleken met de census van 1995 is het aantal mensen met 5.734 (14,8%) toegenomen.

De bevolkingsdichtheid van Mercedes was ten tijde van de laatste census, met 44.375 inwoners op 173,69 km², 255,5 mensen per km².